# Veyle
La Veyle è un corso d'acqua francese che scorre nel dipartimento dell'Ain, regione dell'Alvernia-Rodano-Alpi, sfociando nella Saona. È quindi un subaffluente del Rodano.

## Geografia
Il suo corso è di 66,8 chilometri.
Questo fiume nasce nella palude di Magnenet, sul territorio del comune di Chalamont, a est della Dombes. 
A Pont-de-Veyle, essa si divide in due rami: la Veyle, a nord, e la Petite Veyle, che sfociano a poca distanza l'uno dall'altro nella Saona, sul territorio comunale di Grièges, quasi di fronte a Macon. 
- L'altitudine alla palude di Magnenet è di 306 m[4].
- Il dislivello tra la sua sorgente e la confluenza con la Saona è di 140 m
- Si tratta di un fiume di pianura, dunque con un flusso piuttosto lento.

### Comuni e cantoni attraversati
La Veyle attraversa ventidue comuni e cinque cantoni:

### Comuni
Chalamont, Châtenay, Dompierre-sur-Veyle, Lent, Servas, Saint-André-sur-Vieux-Jonc, Péronnas, Saint-Rémy, Saint-Denis-lès-Bourg, Buellas, Polliat, Mézériat, Vonnas, Saint-Julien-sur-Veyle, Biziat, Perrex, Saint-Jean-sur-Veyle, Laiz, Pont-de-Veyle, Crottet, Grièges, Saint-Laurent-sur-Saône.
In termini di cantoni, la Veyle nasce nel cantone di Ceyzériat, attraversa i cantoni di Châtillon-sur-Chalaronne, Ceyzériat,  Bourg-en-Bresse-2,  Attignat e confluisce nel cantone di Vonnas, il tutto nell'arrondissement di Bourg-en-Bresse.

### Toponimi
La Veyle ha dato il nome ai quattro comuni seguenti: Dompierre-sur-Veyle, Pont-de-Veyle, Saint-Jean-sur-Veyle, Saint-Julien-sur-Veyle.

### Bacino idrografico
La Veyle attraversa ventidue comuni con un totale di 38691 abitanti su una superficie di 323 km2, con una densità di 119,6 ab/km2 a un'altitudine media s.l.m. di 226 m.
Attorno alla Veyle, vivono circa 53000 abitanti.

### Organismo gestionale
Cinquantadue comuni fanno parte del bacino idrografico della Veyle, dei quali cinquantuno aderriscono al Sindicato Misto Veyle Vivante per una superficie di 672 km2.

## Affluenti e defluenti
(rd = alla riva destra; rs = alla riva sinistra)

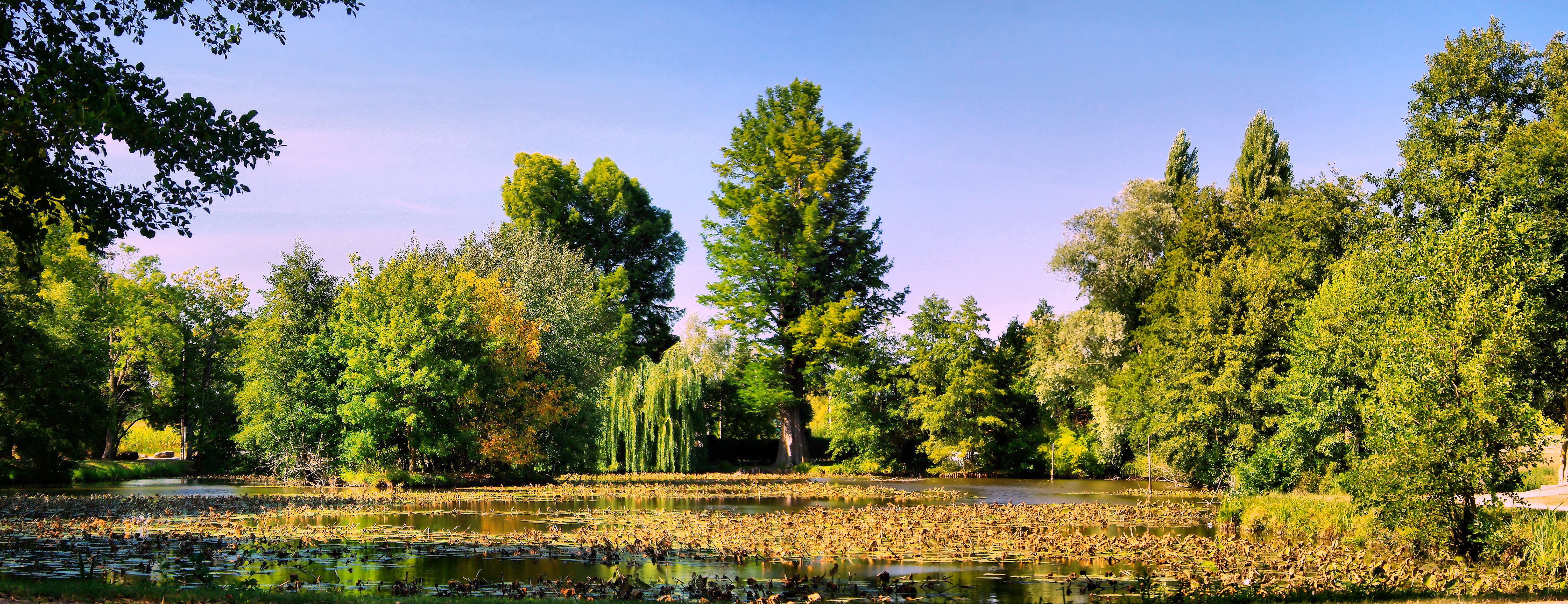
Piano dell'acqua a Dompierre-sur-Veyle.

La Veyle ha quindici affluenti ufficiali:
- Il Bief de Pommier, o Bief Lentet o Bief de l'Étang Laville 10,8 km sui tre comuni di Dompierre-sur-Veyle, Lent e Servas.
- Il Ruisseau des Poches (rd) 7.4 km[7] sui cinque comuni di Lent, Péronnas, Servas, Saint-Rémy, Saint-Denis-lès-Bourg.
- La Viole (rd) 2,8 km sui tre comuni di Saint-Rémy, Buellas, Saint-Denis-lès-Bourg.
- Il Bief de Richonnière (rd) 2.9 km sui quattro comuni di Polliat, Viriat, Buellas, Saint-Denis-lès-Bourg.
- Il Bief de Chamanbard (rg) 2,7 km sui tre comuni di Polliat, Buellas, Saint-Denis-lès-Bourg.
- L'Iragnon (rd) 2, km sul solo comune di Polliat.
- L'Etre (rg) 3,6 km sui tre comuni di Montcet, Polliat, Buellas.
- L'Irance (rg) 31,2 km su undici comuni con cinque affluenti tra i quali il Vieux Jonc (rd) 27,6 km su undici comuni con cinque affluenti.
- Il Bief des Marais (rs) 3,4 km sui tre comuni di Chanoz-Châtenay, Vonnas, Chaveyriat.
- Il Bief d'Arcon (rs) 4,9 km sui quattro comuni de Mézériat, Chanoz-Châtenay, Vonnas, Chaveyriat.
- Il Renon (rs)  40,8 km su dieci comuni con due affluenti.
- Il Bief (rd)  3.2 km sui tre comuni di Biziat, Perrex, Vonnas.

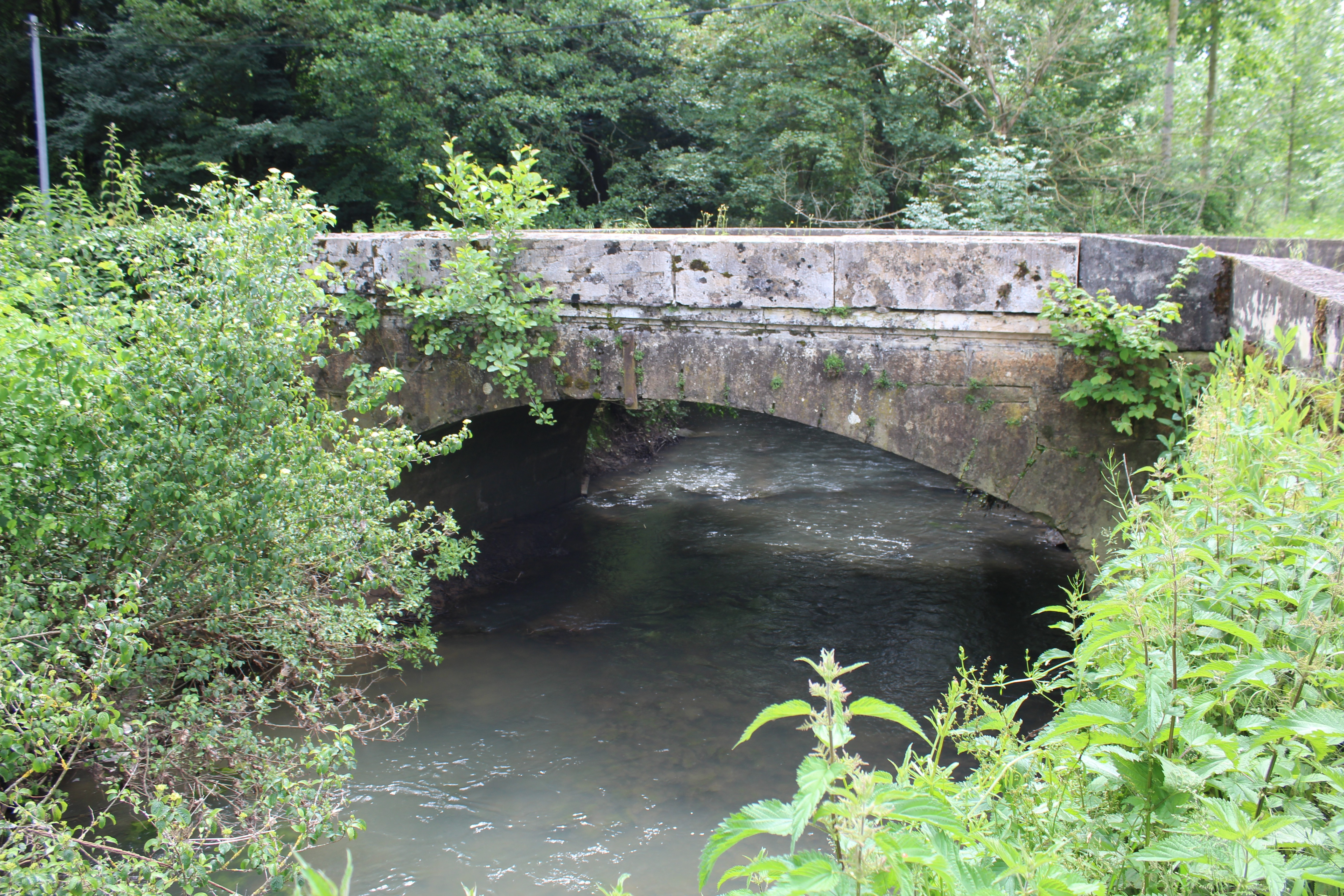
Il Menthon a Saint-Cyr-sur-Menthon.

- Il Menthon (rd) 13,1 km con sei comuni e un affluente[8].
- La Petite Veyle (rs)  4.3 km[9] ramo alla sinistra della Veyle, cioè defluente poi affluente, su quattro comuni di Biziat, Perrex, Saint-Jean-sur-Veyle, Laiz con un affluente:
  - il Bief Bourbon (rs)  10.7 km[10] sui sei comuni di L'Abergement-Clémenciat, Illiat, Biziat, Perrex, Saint-Julien-sur-Veyle, Sulignat con un affluente:
    - Il Bief Berthelon (rs)  4,2 km sui cinque comuni di L'Abergement-Clémenciat, Biziat, Vonnas, Saint-Julien-sur-Veyle, Sulignat
- Il Bief de la Fontaine de Fer (rd)  3.5 km sui quattro comuni di Bâgé-la-Ville, Crottet, Saint-Jean-sur-Veyle, Saint-André-de-Bâgé.

### Il defluente La Petite Veyle
Si deve aggiungere un defluente sulla sinistra della Veyle: la Petite Veyle, 8,2 km (da non confondere con il suo ramo sinistro prossimo) che confluisce nella Saona, sui cinque comuni di Grièges (confluenza), Crottet, Pont-de-Veyle, Saint-Jean-sur-Veyle, Laiz con tre affluenti:
- Il Ruisseau Montbattant o MontBallant secondo Geoportail (rs)  0,5 km sui tre comuni di Grièges, Crottet, Pont-de-Veyle ma anche defluente della Veyle.
- Il Bief de Malivert o Bief de Vieudon o ruisseau les Guillones o bief du Pré Carré (rs)  11,6 km sui sei comuni di Grièges, Illiat, Biziat, Pont-de-Veyle, Saint-André-d'Huiriat, Laiz con un affluente:
  - il Bief La Suisse (rs)  1,9 km sui due comuni di Cruzilles-lès-Mépillat e Laiz.
- il Guiron (rs)  4,3 km sui quattro comuni di Grièges, Cormoranche-sur-Saône, Cruzilles-lès-Mépillat, Laiz.

### Numero di Strahler
Il numero di Strahler della Veyle è di quattro per l'Irance o il Renon.

## Idrologia

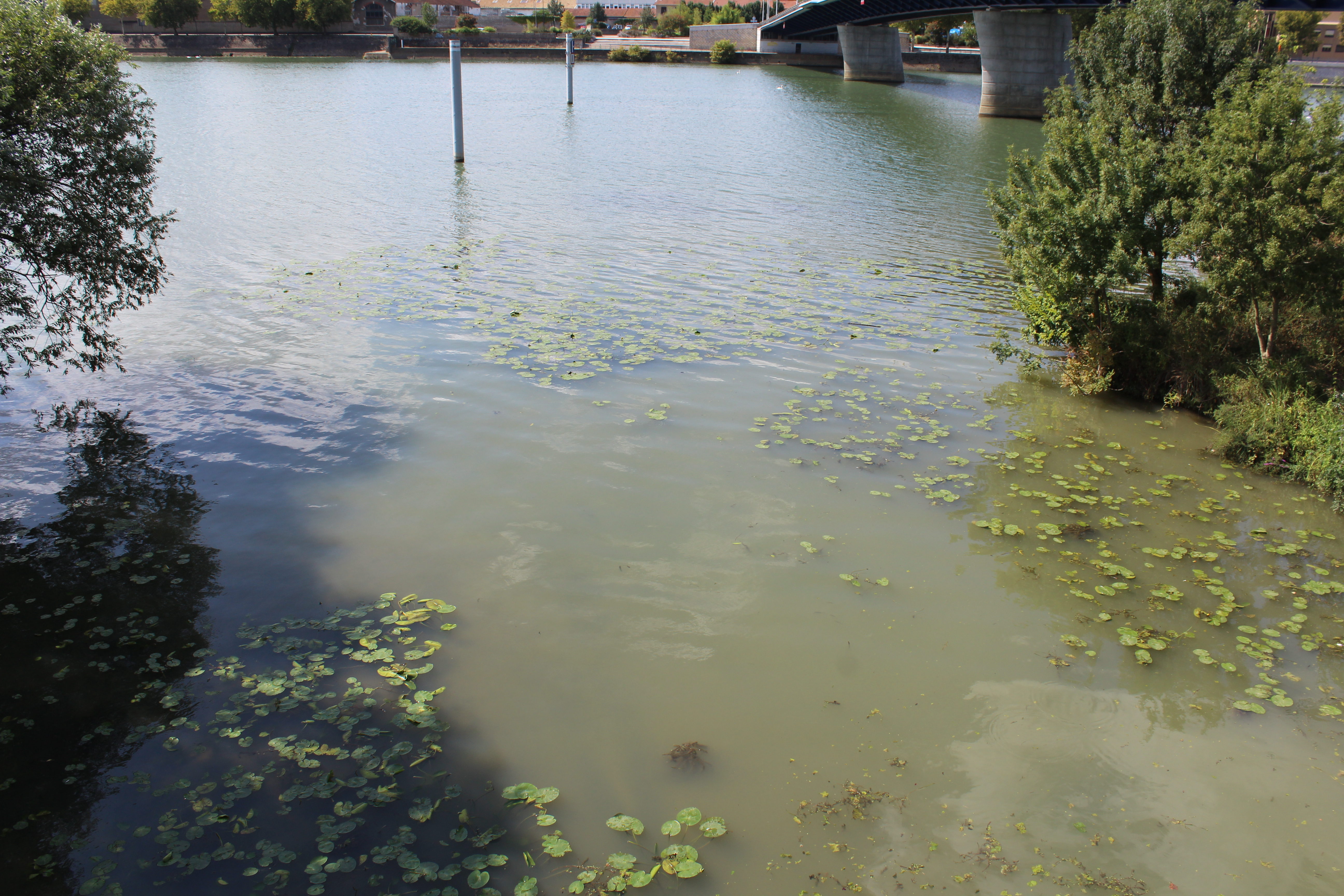
La Veyle che confluisce nella Saona.

Il suo regime idrologico è detto pluviale.
Il fiume presenta delle fluttuazioni stagionali di portata tipiche del bacino della Saona, fasi di piena d'autunno-inverno-primavera che raggiungono una portata mensile media da 9,14 a 10.8 m3/s da novembre all'inizio di aprile incluso (con due massimi, uno in novembre e l'altro in gennaio) seguiti da una fase di magra progressiva che raggiunge l'estate, da giugno all'inizio di settembre, comportante una magra di portata mensile fino a un minimo di 1,47 m3/s nel mese di agosto.

## Ecologia e turismo

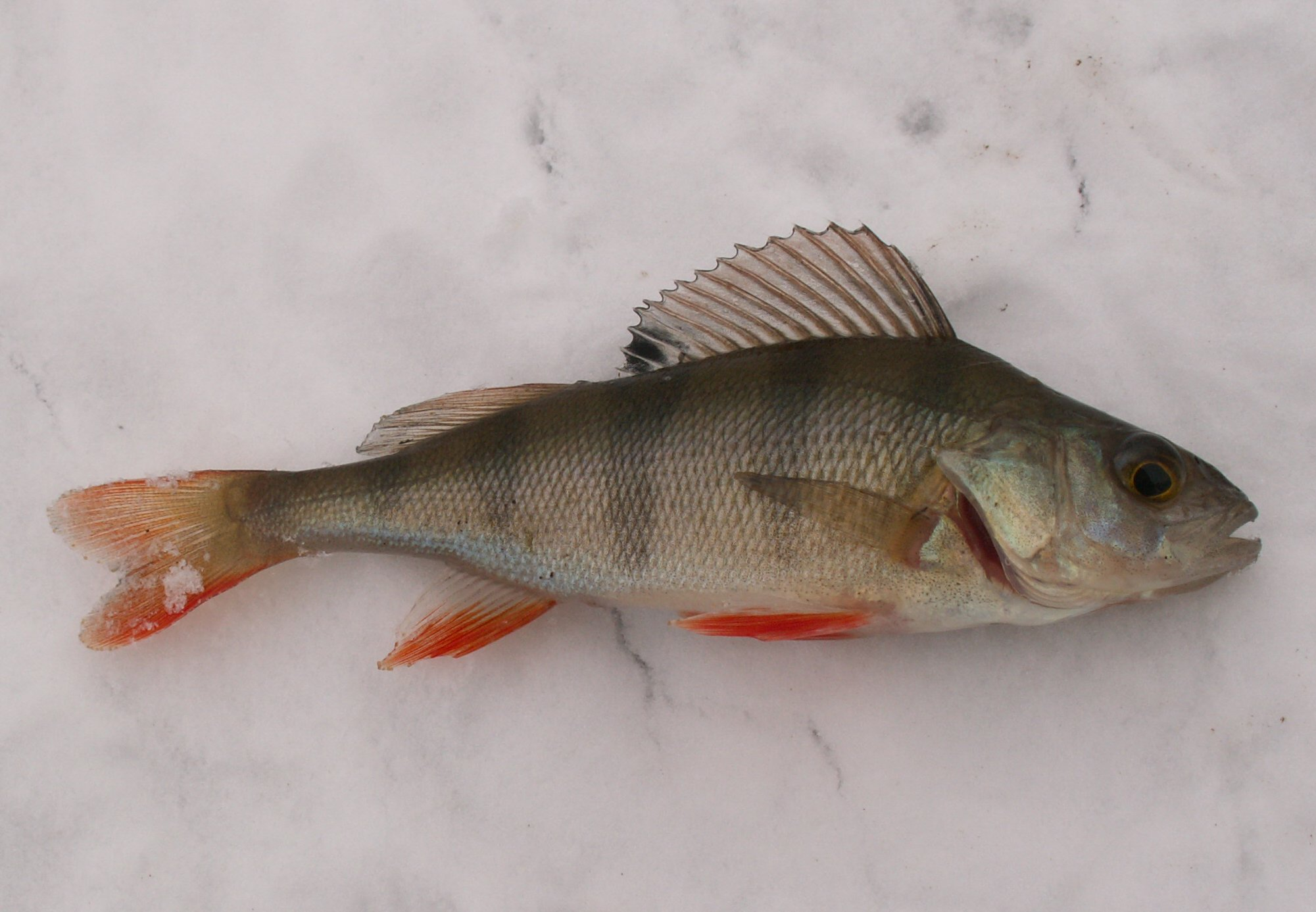
Pesce persico.

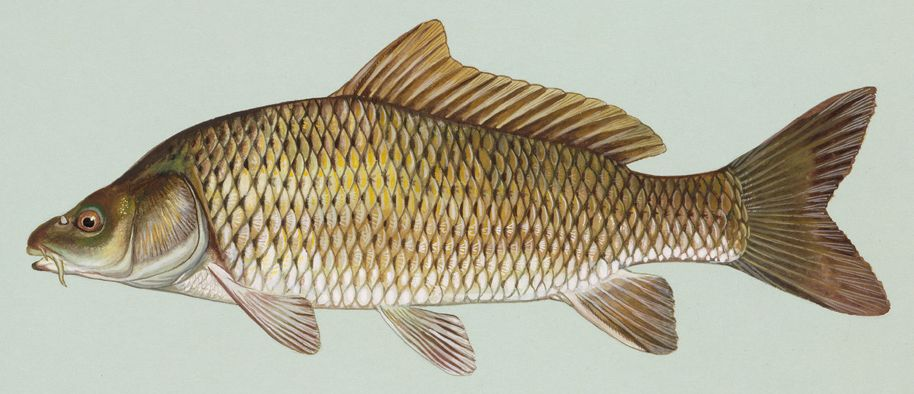
Carpa comune della famiglia dei ciprinidi.

Le attività possibili nel fiume sono:
- Il bagno, che è permesso
- La pesca, che è praticata per i cyprinidi o anche per il pesce persico[12][13]
- Le diverse attività nautiche

Tuttavia, l'inquinamento è ben presente nella Veyle, il sindacato misto  Veyle Vivante è dunque stato creato con lo scopo di lottare contro questi veleni, in particolare vietando gli scarichi tossici nella Veyle da parte delle aziende ad essa vicine. Vi è parimenti il progetto d'installare delle stazioni di depurazione.